# París-Niça
La París-Niça (en francès Paris-Nice) és una cursa ciclista per etapes que es disputa a França des de 1933.

## Història

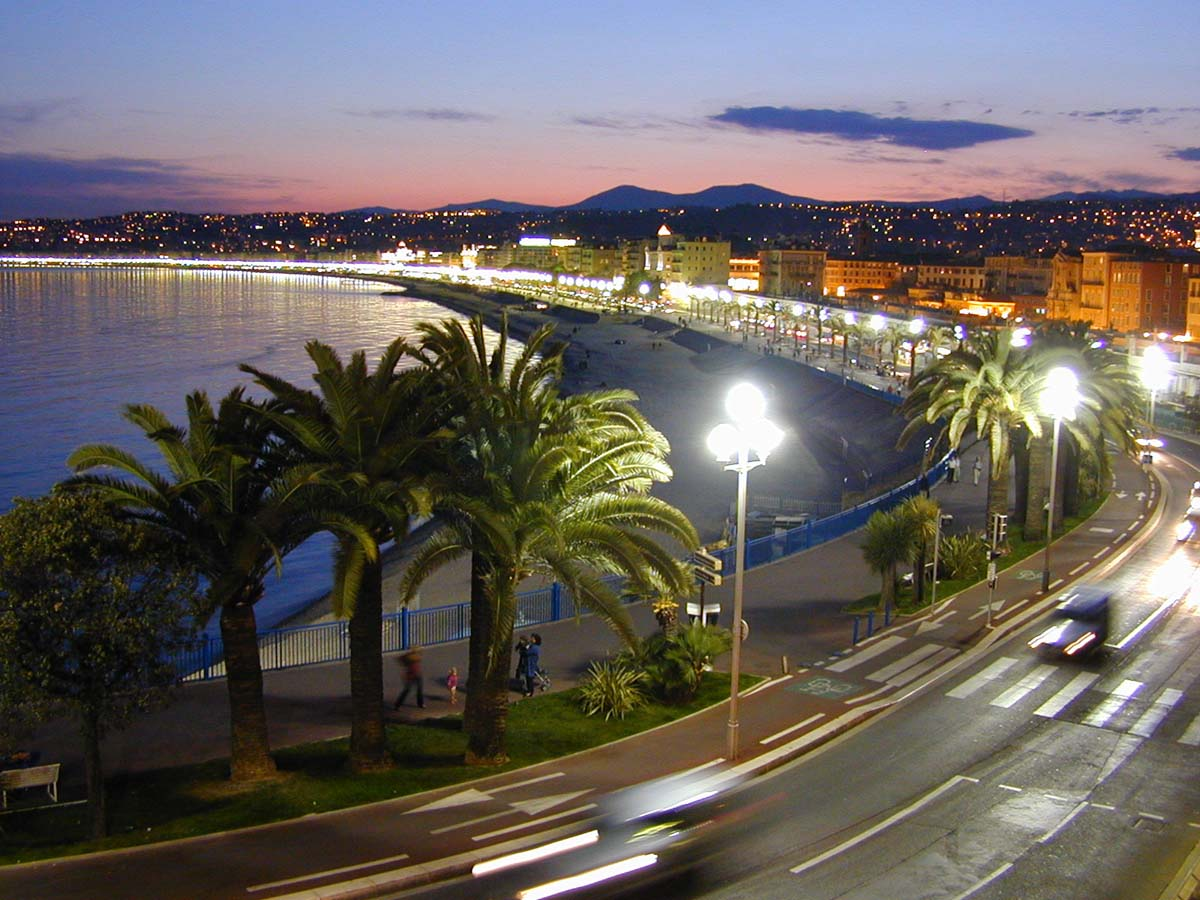
El passeig dels Anglesos, de nit, lloc d'arribada de la París-Niça

La primera edició d'aquesta cursa tingué lloc el 1933 i fou una iniciativa d'Albert Lejeune, el director dels diaris Le Petit Niçois (a Niça) i Le Petit Journal (a París). Lejeune volia connectar el centre geogràfic dels seus dos diaris a través d'una nova cursa ciclista. Per aquest motiu, va decidir crear una prova de sis dies entre les dues ciutats franceses anomenada "Six Jours de la Route", prenent la idea de les proves de Sis Dies, molt populars a l'època. L'Ajuntament de Niça donà suport immediatament a la iniciativa perquè ho veié com una bona manera d'allargar les celebracions del seu Festival annual. Per tal d'afavorir-hi la participació, es va decidir evitar el pas pels Alps i seguir el màxim possible el Roine. D'aquesta manera, Lejeune considerava que els ciclistes podrien retornar a la carretera després de l'hivern i fer servir la prova de preparació per a les competicions primaverals.
D'aquesta manera, el 14 de març de 1933, 149 ciclistes iniciaven la cursa a les 5 del matí des de la plaça Itàlia de la capital francesa. La cursa es desenvolupà cada any fins al 1939, quan la Segona Guerra Mundial obligà a la seva aturada. El 1946 es fa un primer intent per recuperar la cursa, sota el nom París-Côte-d'Azur, però no serà fins al 1951 quan es consolida dins el panorama ciclista internacional. El 1954 recuperà el nom original París-Niça, tot i que el 1959 tornà a canviar el nom per ser la París-Niça-Roma, sent aquesta l'edició més llarga de les disputades fins al moment, amb 1.954,8 km.
Els ciclistes més destacats de la prova han estat Jacques Anquetil i Sean Kelly amb cinc i set victòries respectivament.
Durant molts anys el final de la cursa tingué lloc al coll d'Èze, un indret que s'abandonà en favor del passeig dels anglesos de Niça, tot i que des del 2012 es recuperà el coll d'Èze com a punt final de la cursa.
El 2000, l'exciclista Laurent Fignon passa a organitzar la cursa, però el 2002 la revèn a la societat organitzadora del Tour de França (ASO).
El 2003, la cursa quedà marcada per la mort del ciclista kazak Andrei Kivilev, fruit d'una caiguda produïda durant la disputa de la segona etapa, tot arribant a Saint-Etienne. Kivilev no portava casc. L'endemà els ciclistes neutralitzaren l'etapa, corrent a un ritme molt lent, sense cap mena d'atac. No serà fins a la quarta etapa que la cursa es reprengui amb normalitat, arribant a Mont Faron. La victòria fou pel seu compatriota Aleksandr Vinokúrov, en solitari, que mostrà una fotografia del seu amic en passar per la línia d'arribada.
El 2008 la cursa viu inmersa en la polèmica existent entre els organitzadors de la cursa, l'ASO, i l'UCI. El 7 de març de 2008, dos dies abans de l'inici de la cursa, Pat McQuaid (president de l'UCI) anuncia que els equips que hi prenguin part seran exclosos de la Unió Ciclista Internacional. El mateix dia l'associació d'equips (AIGCP) vota per majoria (15 vots a favor i 8 abstencions) en favor de la participació en la cursa. El tribunal d'arbitratge de l'esport que havia estat requerit a intervenir pels equips ProTour, per la seva part, es declara incompetent a jutjar la legalitat d'eventuals sancions que podrien ser preses contra els corredors o els equips.

## Mallots distintius
Quan la cursa es va crear, el 1933 el mallot era blau i or. Aquests colors evoquen el Mediterrani i el sol i es manté fins al 1939. El 1946 el mallot de líder és verd. El 1951 l'organització va optar per un mallot groc i un rivet taronja. El 1955 s'adopta un mallot blanc, un color que es mantindrà fins al 2001. El 2002, en ser adquirida la cursa per l'Amaury Sport Organisation, empresa organitzador del Tour de França, el mallot passà a ser groc i negre fins al 2007. Des del 2008 el líder de la classificació general porta un mallot groc.
El líder de la classificació per punts actualment porta un mallot verd. Amb els anys ha canviat, sent rosa, groc, rosa i malva o verd i blanc. Entre 1986 i 1999 no es disputà aquesta classificació.
El mallot de la muntanya és blanc amb punts vermells, com al Tour de França, des del 2002. La classificació es va introduir el 1952 i el mallot ha patit nombrosos canvis: vermell, blanc, malva, groc i blau o blau.
El mallot de la classificació dels joves és blanc des del 2007. Anteriorment, havia estat blau i blanc entre el 2002 i el 2006.

## Llista de guanyadors
| Any                        | Vencedor                 | Segon                            | Tercer                        |
| -------------------------- | ------------------------ | -------------------------------- | ----------------------------- |
| 1933                       | Alfons Schepers          | Louis Hardiquest                 | Benoît Faure                  |
| 1934                       | Gaston Rebry             | Roger Lapébie                    | Maurice Archambaud            |
| 1935                       | René Vietto              | Antoine Dignef                   | Raoul Lesueur                 |
| 1936                       | Maurice Archambaud       | Jean Fontenay                    | Alfons Deloor                 |
| 1937                       | Roger Lapébie            | Sylvain Marcaillou               | Albert van Schendel           |
| 1938                       | Jules Lowie              | Albertin Disseaux                | Antoon van Schendel           |
| 1939                       | Maurice Archambaud       | Frans Bonduel                    | Gérard Desmet                 |
| 1940 - 1945: no es disputa |                          |                                  |                               |
| 1946                       | Fermo Camellini          | Maurice De Muer                  | Frans Bonduel                 |
| 1947 - 1950: no es disputa |                          |                                  |                               |
| 1951                       | Roger Decock             | Lucien Teisseire                 | Kléber Piot                   |
| 1952                       | Louison Bobet            | Donato Zampini                   | Raymond Impanis               |
| 1953                       | Jean-Pierre Munch        | Roger Walkowiak                  | Roger Bertaz                  |
| 1954                       | Raymond Impanis          | Nello Lauredi                    | Francis Anastasi              |
| 1955                       | Jean Bobet               | Pierre Molinéris                 | Bernard Gauthier              |
| 1956                       | Alfred De Bruyne         | Pierre Barbotin                  | François Mahé                 |
| 1957                       | Jacques Anquetil         | Désiré Keteleer                  | Jean Brankart                 |
| 1958                       | Alfred De Bruyne         | Pasquale Fornara                 | Germain Derycke               |
| 1959                       | Jean Graczyk             | Gérard Saint                     | Pierino Baffi                 |
| 1960                       | Raymond Impanis          | François Mahé                    | Robert Cazala                 |
| 1961                       | Jacques Anquetil         | Joseph Groussard                 | Joseph Planckaert             |
| 1962                       | Joseph Planckaert        | Tom Simpson                      | Rolf Wolfshohl                |
| 1963                       | Jacques Anquetil         | Rudi Altig                       | Rik Van Looy                  |
| 1964                       | Jan Janssen              | Jean-Claude Annaert              | Jean Forestier                |
| 1965                       | Jacques Anquetil         | Rudi Altig                       | Italo Zilioli                 |
| 1966                       | Jacques Anquetil         | Raymond Poulidor                 | Vittorio Adorni               |
| 1967                       | Tom Simpson              | Bernard Guyot                    | Rolf Wolfshohl                |
| 1968                       | Rolf Wolfshohl           | Ferdinand Bracke                 | Jean-Louis Bodin              |
| 1969                       | Eddy Merckx              | Raymond Poulidor                 | Jacques Anquetil              |
| 1970                       | Eddy Merckx              | Jesús Luis Ocaña Pernía          | Jan Janssen                   |
| 1971                       | Eddy Merckx              | Gösta Pettersson                 | Jesús Luis Ocaña Pernía       |
| 1972                       | Raymond Poulidor         | Eddy Merckx                      | Jesús Luis Ocaña Pernía       |
| 1973                       | Raymond Poulidor         | Joop Zoetemelk                   | Eddy Merckx                   |
| 1974                       | Joop Zoetemelk           | Alain Santy                      | Eddy Merckx                   |
| 1975                       | Joop Zoetemelk           | Eddy Merckx                      | Gerrie Knetemann              |
| 1976                       | Michel Laurent           | Hennie Kuiper                    | Jesús Luis Ocaña Pernía       |
| 1977                       | Freddy Maertens          | Gerrie Knetemann                 | Jean-Luc Vandenbroucke        |
| 1978                       | Gerrie Knetemann         | Bernard Hinault                  | Joop Zoetemelk                |
| 1979                       | Joop Zoetemelk           | Sven-Åke Nilsson                 | Gerrie Knetemann              |
| 1980                       | Gilbert Duclos-Lassalle  | Stefan Mutter                    | Gerrie Knetemann              |
| 1981                       | Stephen Roche            | Adri van der Poel                | Alfons De Wolf                |
| 1982                       | Sean Kelly               | Gilbert Duclos-Lassalle          | Jean-Luc Vandenbroucke        |
| 1983                       | Sean Kelly               | Jean-Marie Grezet                | Steven Rooks                  |
| 1984                       | Sean Kelly               | Stephen Roche                    | Bernard Hinault               |
| 1985                       | Sean Kelly               | Stephen Roche                    | Frédéric Vichot               |
| 1986                       | Sean Kelly               | Urs Zimmermann                   | Greg LeMond                   |
| 1987                       | Sean Kelly               | Jean-François Bernard            | Laurent Fignon                |
| 1988                       | Sean Kelly               | Ronan Pensec                     | Julián Gorospe Artabe         |
| 1989                       | Miguel Indurain Larraya  | Stephen Roche                    | Marc Madiot                   |
| 1990                       | Miguel Indurain Larraya  | Stephen Roche                    | Luc Leblanc                   |
| 1991                       | Tony Rominger            | Laurent Jalabert                 | Martial Gayant                |
| 1992                       | Jean-François Bernard    | Tony Rominger                    | Miguel Indurain Larraya       |
| 1993                       | Alex Zülle               | Laurent Bezault                  | Pascal Lance                  |
| 1994                       | Tony Rominger            | Jesús Montoya Alarcón            | Viatxeslav Iekímov            |
| 1995                       | Laurent Jalabert         | Vladislav Bóbrik                 | Alex Zülle                    |
| 1996                       | Laurent Jalabert         | Lance Armstrong                  | Christopher Miles Boardman    |
| 1997                       | Laurent Jalabert         | Laurent Dufaux                   | Santiago Blanco Gil           |
| 1998                       | Frank Vandenbroucke      | Laurent Jalabert                 | Marcelino García Alonso       |
| 1999                       | Michael Boogerd          | Markus Zberg                     | Santiago Botero Echeverry     |
| 2000                       | Andreas Klöden           | Laurent Brochard                 | Francisco Mancebo Pérez       |
| 2001                       | Dario Frigo              | Raimondas Rumšas                 | Peter Van Petegem             |
| 2002                       | Alekszandr Vinokurov     | Sandy Casar                      | Laurent Jalabert              |
| 2003                       | Alekszandr Vinokurov     | Mikel Zarrabeitia Uranga         | Davide Rebellin               |
| 2004                       | Jörg Jaksche             | Davide Rebellin                  | Bobby Julich                  |
| 2005                       | Bobby Julich             | Alejandro Valverde Belmonte      | Constantino Zaballa Gutiérrez |
| 2006                       | Floyd Landis             | Francisco Javier Vila Errandonea | Antoni Colom Mas              |
| 2007                       | Alberto Contador Velasco | Davide Rebellin                  | Luis León Sánchez Gil         |
| 2008                       | Davide Rebellin          | Rinaldo Nocentini                | Iaroslav Popòvitx             |
| 2009                       | Luis León Sánchez Gil    | Fränk Schleck                    | Sylvain Chavanel              |
| 2010                       | Alberto Contador Velasco | Luis León Sánchez Gil            | Roman Kreuziger               |
| 2011                       | Tony Martin              | Andreas Klöden                   | Bradley Wiggins               |
| 2012                       | Bradley Wiggins          | Lieuwe Westra                    | Alejandro Valverde Belmonte   |
| 2013                       | Richie Porte             | Andrew Talansky                  | Jean-Christophe Péraud        |
| 2014                       | Carlos Betancur Gómez    | Rui Alberto Faria da Costa       | Arthur Vichot                 |
| 2015                       | Richie Porte             | Michał Kwiatkowski               | Simon Špilak                  |
| 2016                       | Geraint Thomas           | Alberto Contador Velasco         | Richie Porte                  |
| 2017                       | Sergio Henao Montoya     | Alberto Contador Velasco         | Daniel Martin                 |
| 2018                       | Marc Soler i Giménez     | Simon Yates                      | Gorka Izagirre Insausti       |
| 2019                       | Egan Bernal Gómez        | Nairo Quintana Rojas             | Michał Kwiatkowski            |
| 2020                       | Maximilian Schachmann    | Tiesj Benoot                     | Sergio Higuita García         |
| 2021                       | Maximilian Schachmann    | Aleksandr Vlàssov                | Ion Izagirre Insausti         |
| 2022                       | Primož Roglič            | Simon Yates                      | Daniel Martínez Poveda        |
| 2023                       | Tadej Pogačar            | David Gaudu                      | Jonas Vingegaard              |
| 2024                       | Matteo Jorgenson         | Remco Evenepoel                  | Brandon McNulty               |
| 2025                       | Matteo Jorgenson         | Florian Lipowitz                 | Thymen Arensman               |